# Бруалан
Бруалан (фр. Broualan) насеље је и општина у северозападној Француској у региону Бретања, у департману Ил и Вилен која припада префектури Сен Мало.
По подацима из 2011. године у општини је живело 371 становника, а густина насељености је износила 29,08 становника/km². Општина се простире на површини од 12,76 km². Налази се на средњој надморској висини од 105 метара (максималној 116 m, а минималној 60 m).

## Демографија
| 1962. | 1968. | 1975. | 1982. | 1990. | 1999. | 2011. |
| ----- | ----- | ----- | ----- | ----- | ----- | ----- |
| 299   | 372   | 299   | 268   | 279   | 290   | 371   |

График промене броја становника у току последњих година